# Баллард, Флоренс
Флоренс Баллард (англ. Florence Ballard; 30 июня 1943 — 22 февраля 1976) — американская певица.
Известна как участница оригинального состава группы Supremes — вместе с Дайаной Росс и Мэри Уилсон.

## Биография
Росс, Уилсон и Баллард начали петь вместе в группе Primettes (позже, в 1961 году, переименованной в Supremes) ещё подростками.
После нескольких провальных релизов группа прославилась, и её синглы стали автоматически попадать на 1 место в чартах. Как пишет музыкальный сайт AllMusic, темп работы у группы был бешеный, и тут лейбл (Motown) «замутил воду, выталкивая Уилсон и Баллард в тень, чтобы высветить Росс». Баллард подобное пренебрежительное отношение к себе не нравилось. В итоге она ещё и устала от никогда не утихавщего бешеного темпа работы группы и начала пропускать выступления. И в 1967 году её заменили на Синди Бёрдсонг, бывшую участницу группы Patti LaBelle & the Bluebelles.
В 1968 году Баллард выпустила свой первый сольный сингл «It Doesn't Matter How I Say It», но на радио его почти не играли. Также она записала альбом ...You Don’t Have To, альбом был готов, но её теперешний лейбл ABC Records его не выпустил в свет. Осенью 1968 года ABC Records выпустили ещё один её сингл — «Love Ain’t Love», но надлежащей промоции ему не дали. Говорят, что руководство лейбла сердилось на неё из-за постоянных требований её мужа (Томаса Чапмена, бывшего шофёра на лейбле Motown, за которого она вышла замуж в 1968 году, и который через свои связи и устроил ей контракт с ABC-Paramount Records). Потом контракт с ней лейбл не продлил, и до конца жизни она не подписала нового контракта ни с одним лейблом.
В течение нескольких лет, личные и финансовые условия Баллард пошли от плохого к жалким. Она переехала в государственное жилье, и Чапмен, с которым у неё было трое детей, ушёл из семьи. После получения страховых выплат в 1975 году Баллард погасила долги и попыталась ещё раз пробиться в шоу-бизнес. Появление на Ford Auditorium в Детройте дало ей необходимый импульс. Она мирится с Чапменом, купила новый дом и телевизор. 22 февраля 1976 года Флоренс Баллард умерла в результате остановки сердца. Ей было всего 32 года. Как пишет музыкальный сайт AllMusic, её здоровье было подорвано годами унижений, меланхолии и грусти, когда она часто налегала на наркотики и алкоголь.
В 1988 году Баллард была посмертно принята в Зал славы рок-н-ролла в составе группы The Supremes.

## Сольная дискография
- См. статью «Florence Ballard § Discography» в английском разделе.

### Альбомы
- 2002: The Supreme Florence "Flo" Ballard[англ.]
(Записи, которые должны были выйти в 1968 году на положенном лейблом ABC Records на полку альбоме, который должен был называться ...You Don't Have To.)

### Синглы
- 1969: «It Doesn’t Matter How I Say It (It’s What I Say That Matters)» (ABC Records #45-11074A/B)
- 1968: «Love Ain’t Love» (ABC Records #45-11144A/B)